# Saab Safari
Saab Safari är ett flygplan som flög för första gången 1969, och som fortfarande tillverkas i Pakistan under licens. Det såldes bland annat till Danmark, Norge, Sierra Leone och Zambia.
Maskinen förekom utrustad med skidor, och fanns i två grundversioner, MFI-15, ett civilt skolflygplan och MFI-17 Supporter, ett lätt attackflygplan.
Namnet kan lätt förväxlas med Saab 91 Safir, dock är den mer relaterad till Malmö flygindustri MFI-9.

## Last
MFI-17 Supporter kunde bära en hel del olika attack- och understödslaster. Den hade 6 vapenbalkar som kunde ta allt från raketkapslar och pansarvärnsrobotar till matbomber. Vid robotlast behövde flygplanet ha en extra man ombord då robotarna var handstyrda, en uppgift som piloten inte kunde utföra medan han flög planet.
Balkarna kunde vardera bära drygt 150 kilo men planet kunde totalt enbart bära drygt 300 kg extern last.

### Beväpningsalternativ
- Raketkapsel typ ABEL: En raketkapsel tillverkad av Malmö flygindustri[1] som håller 7 stycken raketer. Rakettyperna är antingen 75 mm sprängraket m/57 Frida, 75 mm sprängraket m/71[1] eller 68 mm NUR SNEB[2].[3] 75 mm sprängraket m/57 och m/71 är konstruerade som jaktraketer[4] och lär vara menade mot helikoptrar medan SNEB-raketerna är attackraketer och finns med både spräng-[5] och pansarspränghuvud[6].
- 75 mm sprängraket m/55 Frida: En tidigare variant av 75 mm sprängraket m/57 ursprungligen utvecklad för J 29 Tunnan. Den vägde cirka 7 kilo och kunde bäras i knippen (när raketerna hängs under varandra) med upp till 3 raketer per balk.[4]
- 135 mm sprängraket m/56: En attackraket ursprungligen utvecklad för A 32 Lansen som vägde cirka 41 kg. Även denna kunde hängas i knippen men på grund av planets maxvikt bar man max 6 stycken, det vill säga en per balk.[7][4] Den finns i modellerna A till D samt en pansarsprängversion kallad 145 mm pansarsprängraket m/49/56 som är en 135 mm srak m/57 försedd med ett 145 mm pansarspränghuvud från en gammal 145 mm m/49B-raket.[4]
- Robot 53 Bantam: En pansarvärnsrobot utvecklad av Bofors. Den bars i en rektangulär låda under flygning för att hålla inne fenorna som fälldes ut efter avfyrning. Den var handstyrd vilket krävde en dedikerad skytt i planet. Genomslag var cirka 500 mm av homogent pansar.[8] Den väger cirka 13 kg med låda.
- 7,62 mm TMP (Twin Mag Pod)[9] kulsprutekapsel[10]: Detta är en kulsprutekapsel innehållandes två stycken FN MAG-kulsprutor, i svensk tjänst kallade kulspruta 58. Vardera kulspruta har 500 patroner och kapseln väger 108-114 kg fullt laddad.[11][12][9]
- 12,7 mm FFV UNI POD 0127 kulsprutekapsel[13]: Detta är en kulsprutekapsel utvecklad av Försvarets Fabriksverk (FFV) innehållandes en 12,7 mm FN M3M kulspruta med 200 patroner[14].
- FFV UNI SMOKE POD rökspridande kapsel[15]: Detta är en rökspridande kapsel (flygvapenterm rökbildare) utvecklad av Försvarets Fabriksverk (FFV). Den sprider ett rökmoln upp till 3 kilometer långt efter planet.[16]
- FFV UNI RECON POD spaningskapsel[15]: Detta är en spaningskapsel utvecklad av Försvarets Fabriksverk (FFV) med ett par kameror i.

Förutom de övre kan man fästa olika typer av transportkapslar och matbomber.
| Lastalternativ                                                        | Lastalternativ | Lastalternativ | Lastalternativ | Lastalternativ | Lastalternativ | Lastalternativ |
| Vapenbalkar >                                                         | V3             | V2             | V1             | H1             | H2             | H3             |
| --------------------------------------------------------------------- | -------------- | -------------- | -------------- | -------------- | -------------- | -------------- |
| Raketkapsel typ ABEL x2                                               |                |                | X              | X              |                |                |
| Raketkapsel typ ABEL x4                                               |                | X              | X              | X              | X              |                |
| Raketkapsel typ ABEL x4 Robot 53 Bantam x2                            |                | X              | X              | X              | X              |                |
| Raketkapsel typ ABEL x4 Robot 53 Bantam x2                            | X              |                |                |                |                | X              |
| Raketkapsel typ ABEL x2 135 mm sprängraket m/57 x2 Robot 53 Bantam x2 |                |                | X              | X              |                |                |
| Raketkapsel typ ABEL x2 135 mm sprängraket m/57 x2 Robot 53 Bantam x2 |                | X              |                |                | X              |                |
| Raketkapsel typ ABEL x2 135 mm sprängraket m/57 x2 Robot 53 Bantam x2 | X              |                |                |                |                | X              |
| Robot 53 Bantam x6                                                    | X              | X              | X              | X              | X              | X              |
| Robot 53 Bantam x2                                                    |                |                | X              | X              |                |                |
| 75 mm sprängraket m/55 Frida x18                                      | X X            | X X            | X X            | X X            | X X            | X X            |
| 135 mm sprängraket m/57 x6                                            | X              | X              | X              | X              | X              | X              |
| 7,62 mm TMP kulsprutekapsel                                           |                |                | X              | X              |                |                |
| 12,7 mm FFV UNI POD 0127 kulsprutekapsel                              |                |                | X              | X              |                |                |
| FFV UNI SMOKE POD rökspridande kapsel                                 |                |                | X              | X              |                |                |
| FFV UNI RECON POD spaningskapsel                                      |                |                | X              | X              |                |                |